# جورج إل. تومسون
جورج إل. تومسون (بالإنجليزية: George L. Thompson)‏ هو سياسي أمريكي، ولد في 22 نوفمبر 1864، وتوفي في 1 سبتمبر 1941 بسبب نوبة قلبية. حزبياً، نشط في الحزب الجمهوري. وقد انتخب عضو جمعية ولاية نيويورك وانتخب عضو مجلس ولاية نيويورك.